# Liste der Kulturgüter in Chippis
Die Liste der Kulturgüter in Chippis enthält alle Objekte in der Gemeinde Chippis im Kanton Wallis, die gemäss der Haager Konvention zum Schutz von Kulturgut bei bewaffneten Konflikten, dem Bundesgesetz vom 20. Juni 2014 über den Schutz der Kulturgüter bei bewaffneten Konflikten sowie der Verordnung vom 29. Oktober 2014 über den Schutz der Kulturgüter bei bewaffneten Konflikten unter Schutz stehen.
Objekte der Kategorie A sind im Gemeindegebiet nicht ausgewiesen, Objekte der Kategorie B sind vollständig in der Liste enthalten, Objekte der Kategorie C fehlen zurzeit (Stand: 1. Januar 2023).

## Kulturgüter
| Foto | | Objekt | Kat. | Typ | Standort                                          | Beschreibung                                                                           |
| ---- | --- | --- | ---- | --- | ------------------------------------------------- | -------------------------------------------------------------------------------------- |
| ja   | Datei hochladen · Wikidata zu Kirche Saint-Urban und Schule (Q29891982)                               | Kirche Saint-Urban und Schule / Église Saint-Urbain et école KGS-Nr.: 06691                                                                        | B    | G   | Rue St-Urbain 9 607825 / 125457                   |                                                                                        |
| ja   | Datei hochladen · Wikidata zu Eisenbrücke über die Rhône (Q29891984)                                  | Eisenbrücke über die Rhone / Pont de fer sur le Rhône KGS-Nr.: 06692                                                                               | B    | G   | Grande Avenue 607858 / 125656                     | Das Objekt liegt hälftig auf dem Gemeindegebiet von Chippis und Siders (KGS-Nr. 7017). |
| ja   | Datei hochladen · Wikidata zu Industriegelände Alusuisse, linksufrig, mit Wasserkraftwerk (Q29891986) | Industriegelände Alusuisse (linkes Ufer) mit Wasserkraftwerk / Site industriel d’Alusuisse (rive gauche) avec usine hydroélectrique KGS-Nr.: 13913 | B    | G   | Rue de l’Industrie 35, 65, 73, 83 608298 / 125499 |                                                                                        |
| ja   | Datei hochladen · Wikidata zu Burg Beauregard (Q99512010)                                             | Petra Letzi, Ruine der Burg Beauregard Petra Letzi, ruines du château de Beauregard KGS-Nr.: 17373                                                 | B    | F   | 608747 / 125177                                   |                                                                                        |